# Stairway to Hell
| Recensione   | Giudizio |
| ------------ | -------- |
| Sputnikmusic |          |

Stairway to Hell è un EP del gruppo musicale statunitense Ugly Kid Joe, pubblicato nel 2012. È stata la prima registrazione in studio dopo 12 anni dall'album del 1996 Motel California, ed è il loro secondo EP.

## I brani
Del brano Devil's Paradise (pubblicato come singolo) è stato pubblicato un videoclip il 24 maggio dello stesso anno, anticipando l'uscita dell'EP. Il 12 novembre è uscito anche il video di I'm Alright.

## Tracce
1. Devil's Paradise – 3:37
2. You Make Me Sick – 3:42
3. No One Survives – 4:02
4. I'm Alright – 3:21
5. Love Ain't True! (ft. Angelo Moore & Dirty Walt) – 3:28
6. Another Beer – 3:33